# Гарсія I (маніконго)
Гарсія I (порт. Garcia I) або Не Мбемба Нзінґа-а-Нкуву-а-Нтіну (кон. Ne Mbemba Nzinga a Nkuwu a Ntinu; 1600 — 26 червня 1626) — вісімнадцятий маніконго центральноафриканського королівства Конго.
Був сином короля Педру II. Його батько домовлявся про військовий союз із Голландською Вест-Індійською компанією про спільний напад на Луанду. Втім за правління Гарсії реалізувати той план не вдалось.
Тим часом Амброзіу, син маніконго Алвару III, сягнув повноліття. Більша частина місцевої знаті не бажала продовження перебування на троні представників династії Кінканґа, тому до столиці були стягнуті загони, що підтримували Амброзіу, й Гарсія був змушений тікати.